# Amaloxenops
Amaloxenops là một chi nhện trong họ Hahniidae.